# Ladoye-sur-Seille
 Ladoye-sur-Seille  es una población y comuna francesa, situada en la región del Franco Condado, departamento de Jura, en el distrito de Lons-le-Saunier y cantón de Voiteur.

## Demografía
| 73 | 67 | 68 | 57 | 47 | 69 |
| Para los censos de 1962 a 1999 la población legal corresponde a la población sin duplicidades (Fuente: INSEE [Consultar]) |    |    |    |    |    |